# Seiko Epson
Seiko Epson Corporation (セイコーエプソン株式会社, Seikō Epuson Kabushiki-gaisha) hoặc Epson là một công ty của Nhật Bản và là một trong những nhà sản xuất lớn nhất thế giới trong các dòng sản phẩm máy in phun mực, máy in kim, máy in laser, máy quét, màn hình máy tính, máy chiếu bóng, máy chiếu dành cho kinh doanh và truyền thông đa phương tiện, các sản phẩm tivi cỡ lớn, robot, thiết bị tự động trong công nghiệp, máy in bán hàng, máy tính tiền, máy tính xách tay, vi mạch, cấu hình LCD và những sản phẩm cấu hình liên đới khác. Công ty này cũng đã sản xuất dòng sản phẩm đồng hồ Seiko từ khi thành lập và là một trong ba công ty cốt lõi của Seiko Group, đặt trụ sở tại tỉnh Nagano, Nhật Bản, với vô số các nhánh công ty toàn cầu. Giám đốc điều hành hiện tại của công ty là Saburo Kusama.

### Máy quét

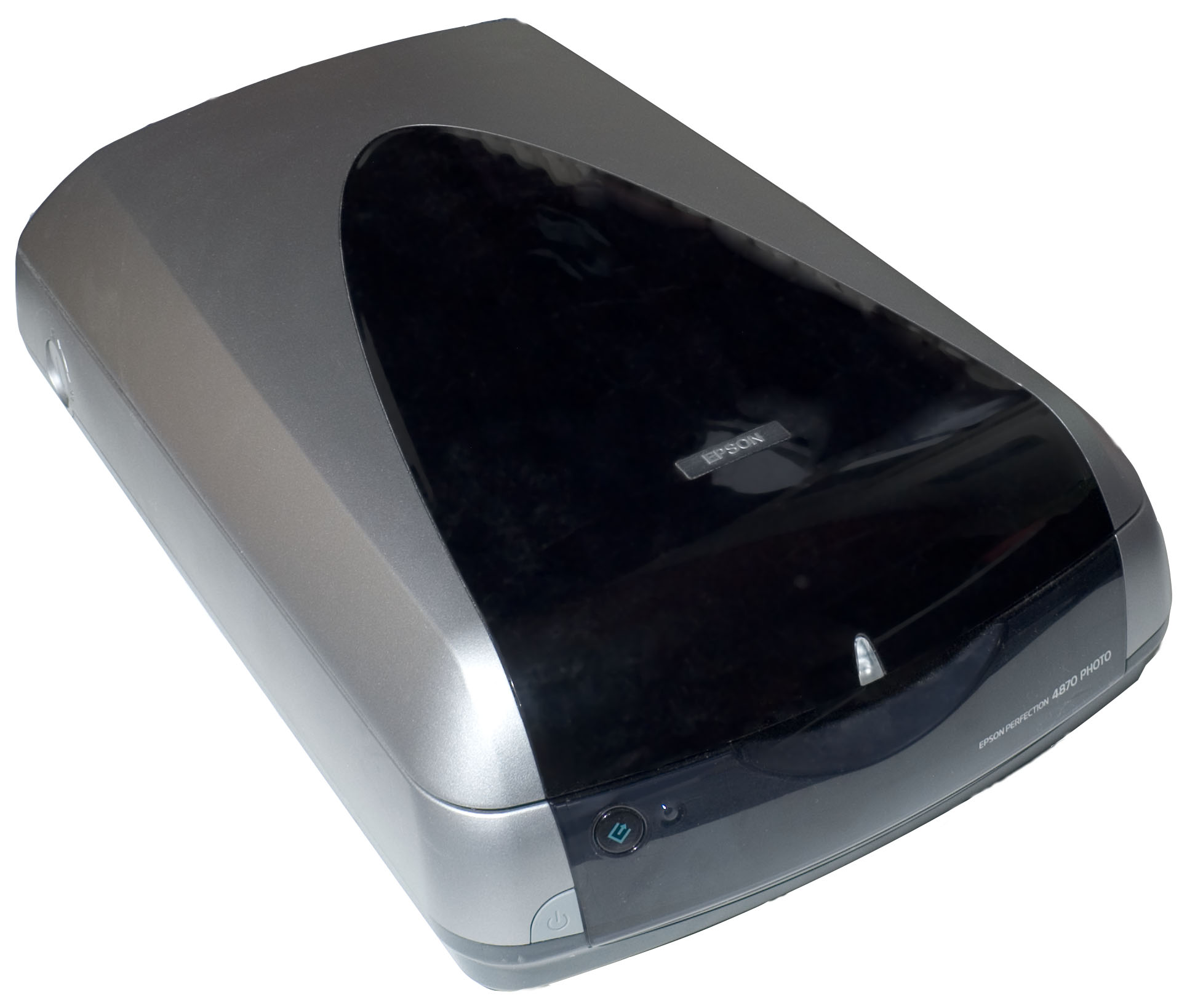

## Các dòng sản phẩm

### Máy in

#### Máy in kim

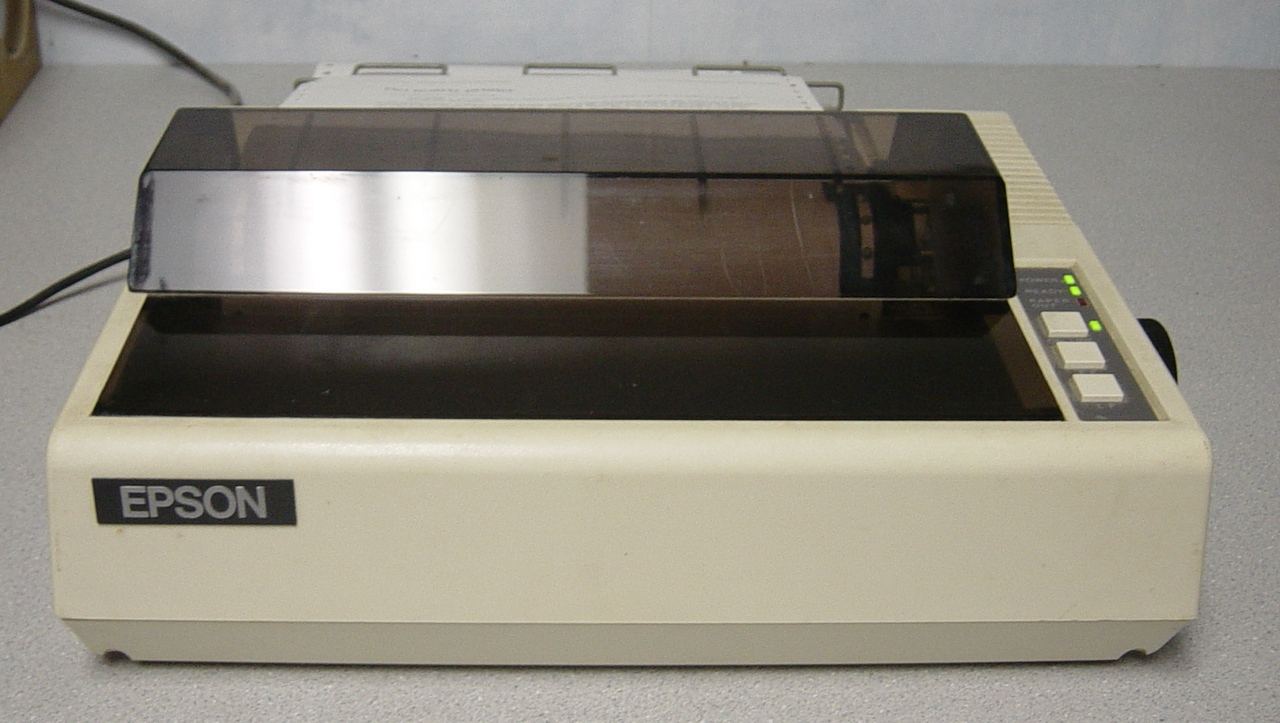
MX-80
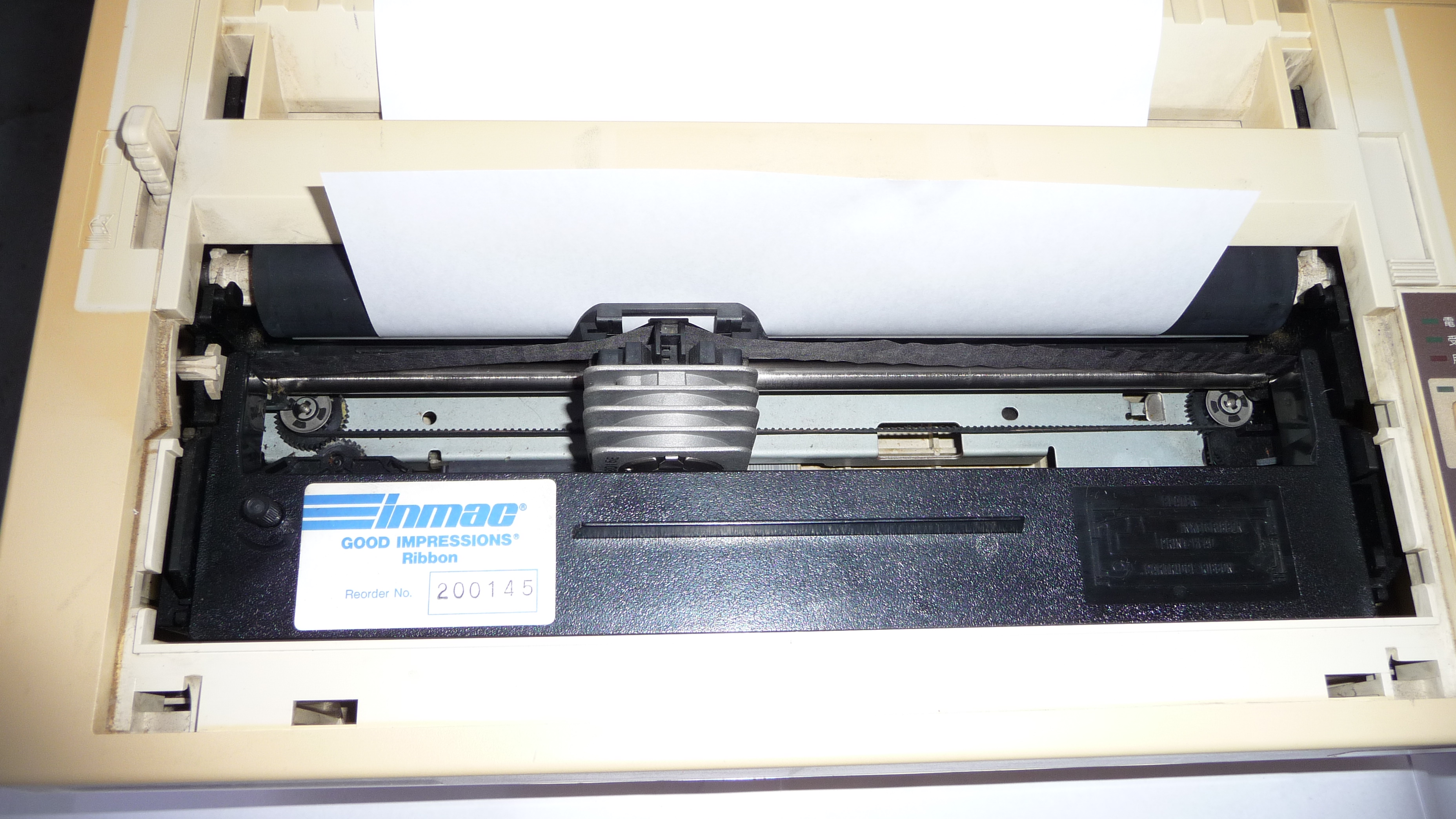
VP-500

#### Máy in phun

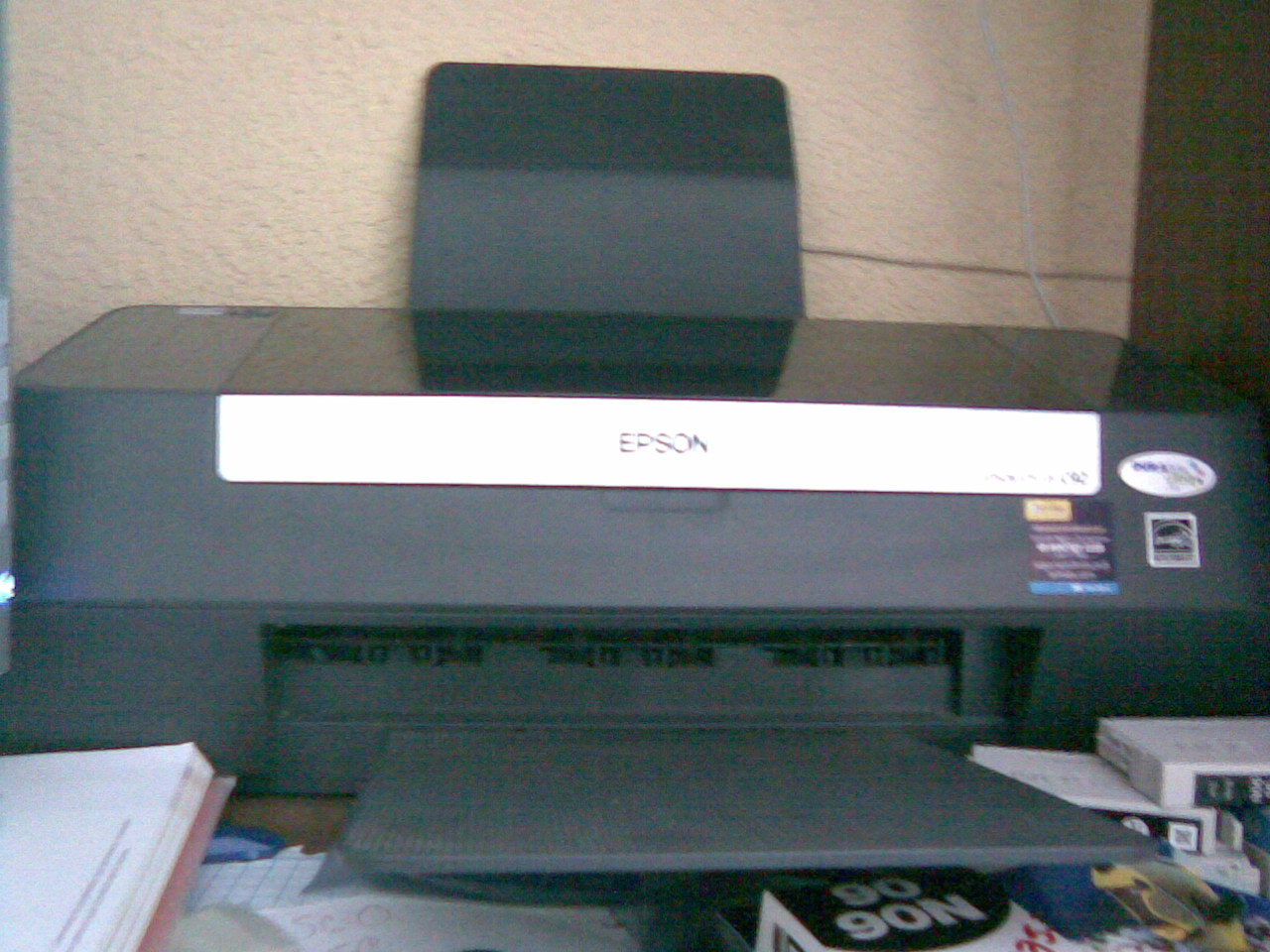
C92
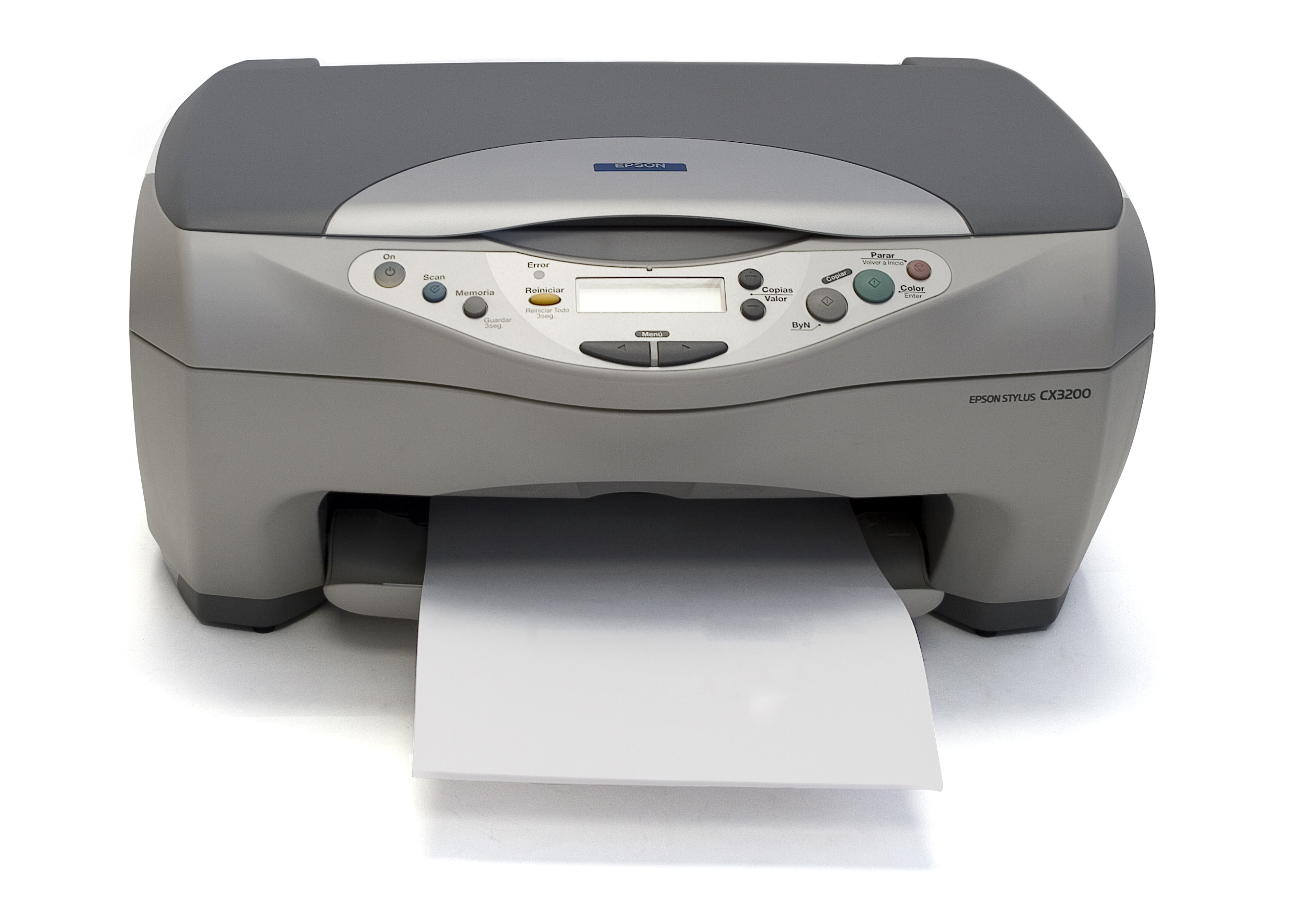
Cs3200

### Máy tính

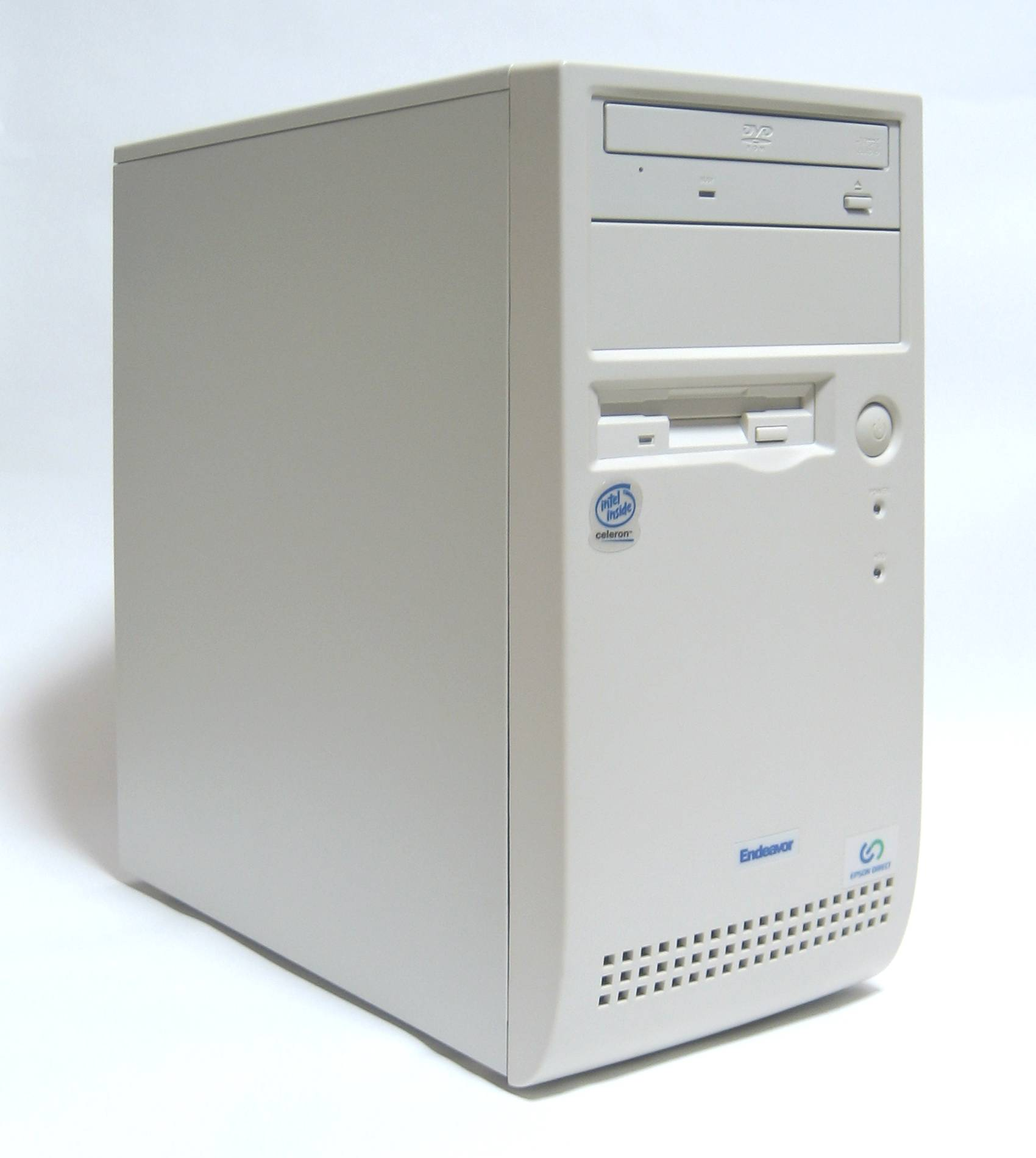
Endeavor MT-4500

#### Máy tính xách tay

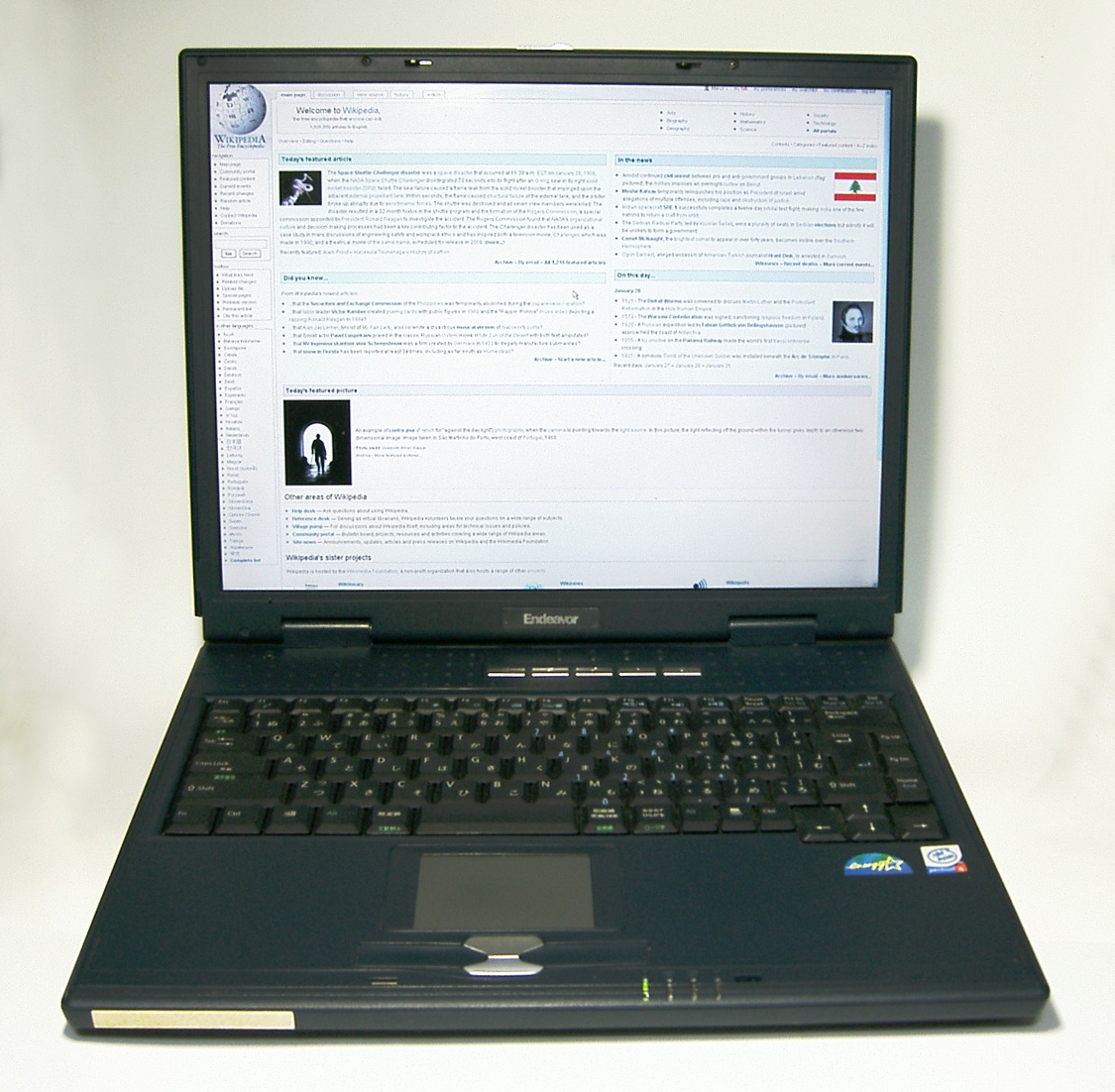
NT-5000
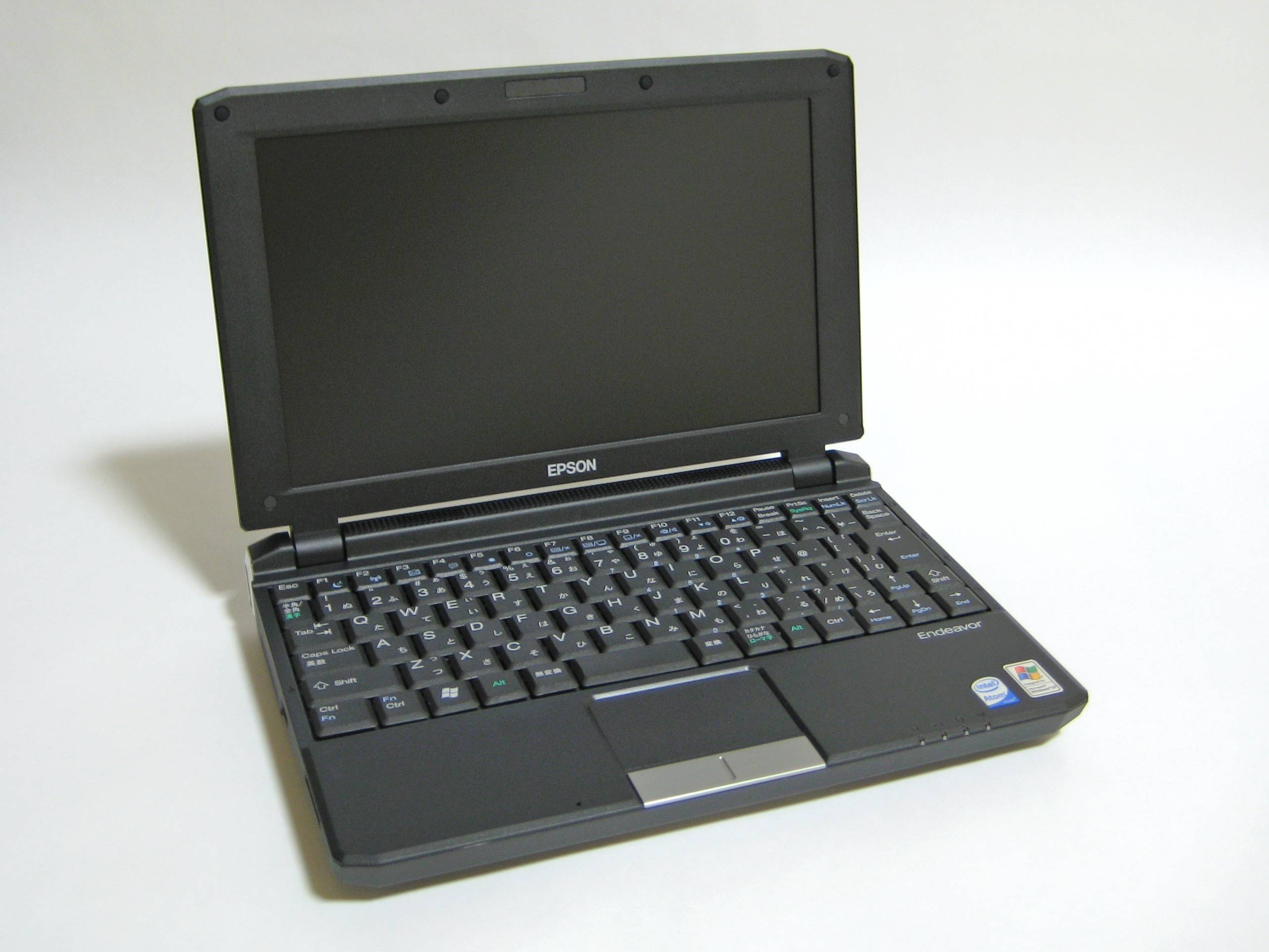
Epson Endeavor Na01 mini
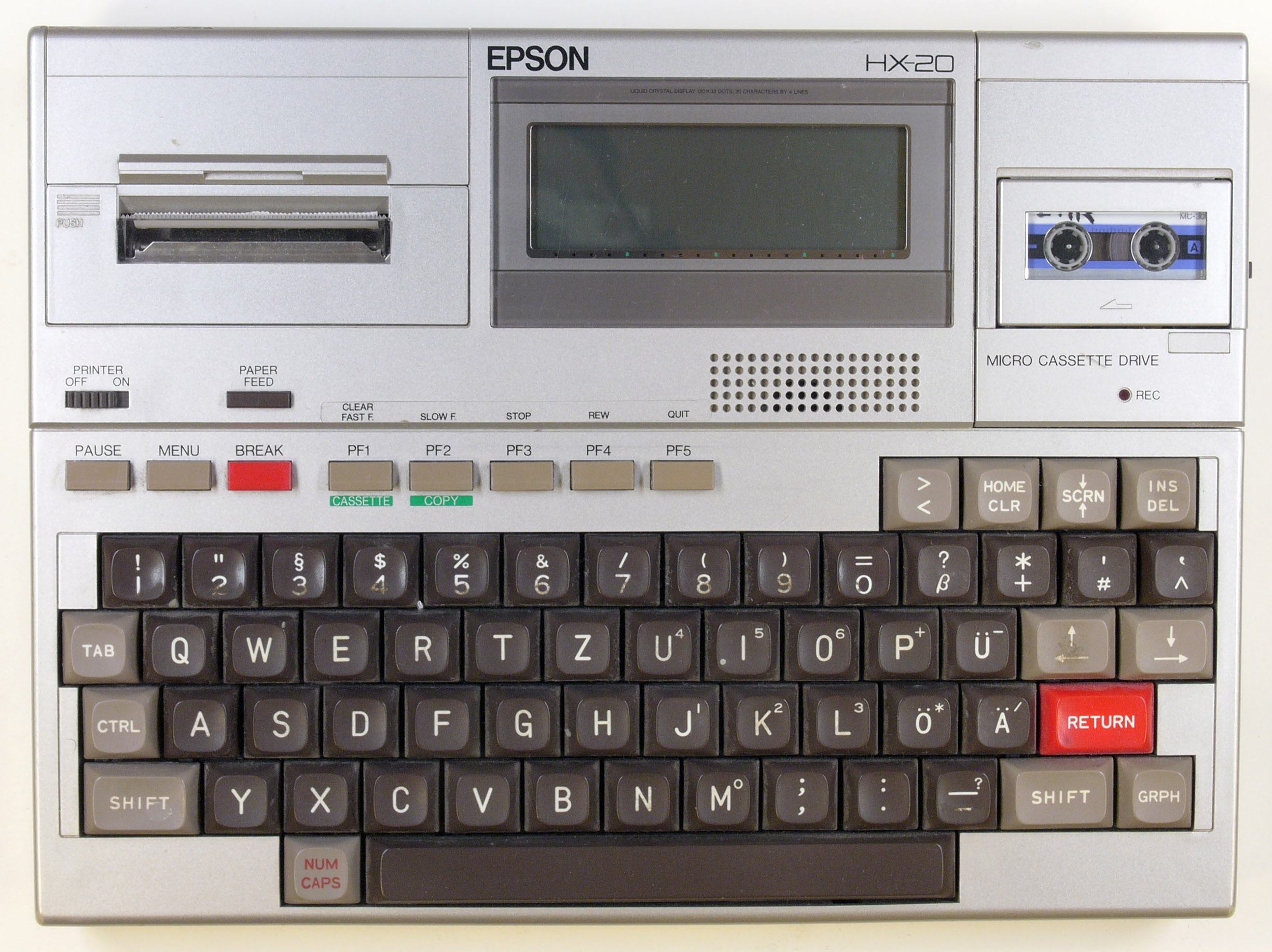
HX20

### Vật tư

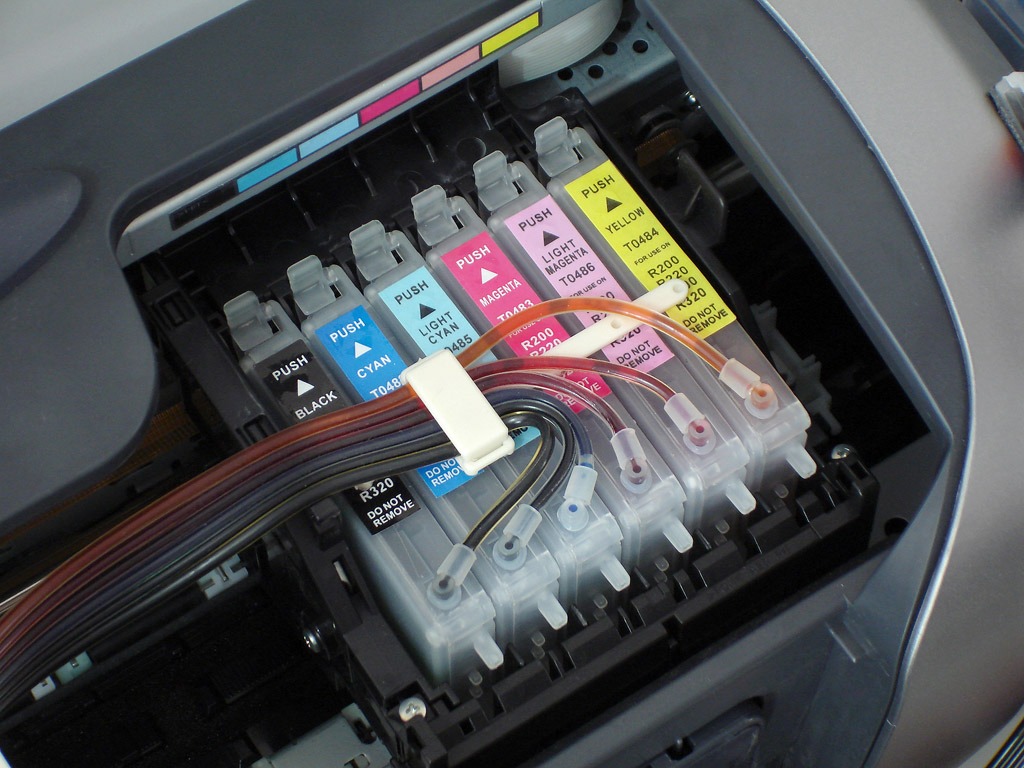
Catridge mực in phun
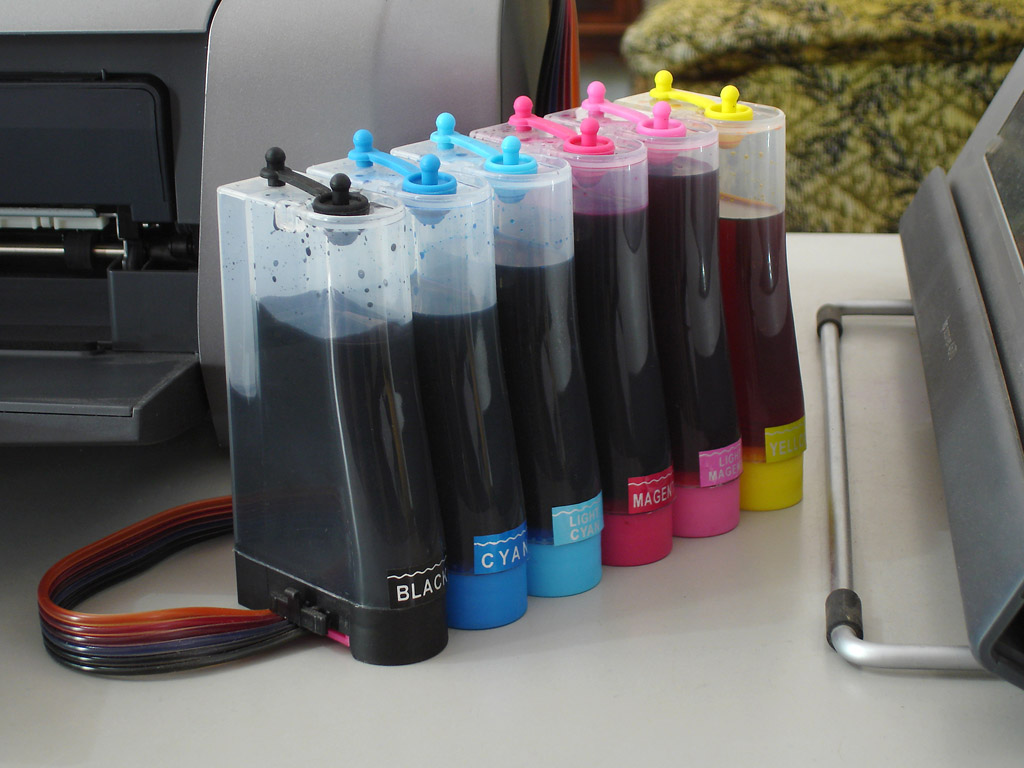
Hệ thống mực đổ